# Ursinho Pooh

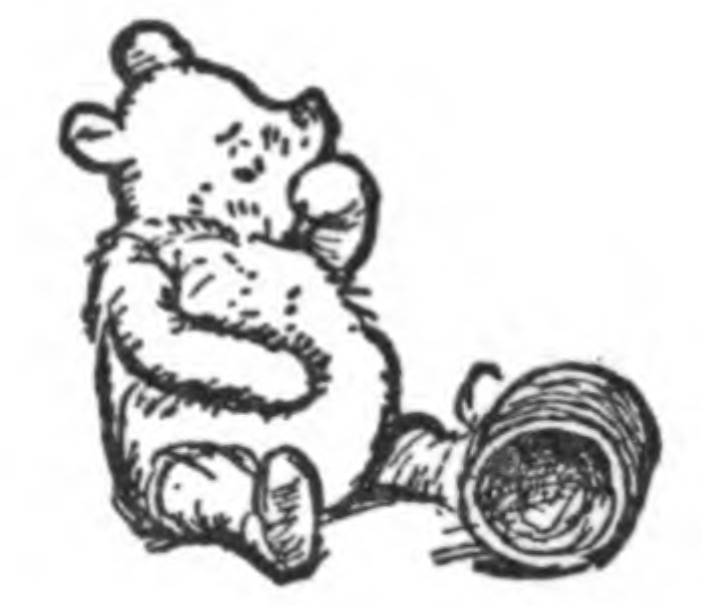
Ilustração da primeira versão do Ursinho Pooh no livro O Ursinho Poo, de A. A. Milne, desenhada por Ernest Howard Shepard (1926)

O Ursinho Puff, ou Dudu-de-Puf, Joanica-Puff, Ursinho Pooh (no original inglês, "Winnie the Pooh"), é um urso fictício criado pelo escritor inglês Alan Alexander Milne e os direitos sobre as suas histórias pertencem à Disney.

## Origem

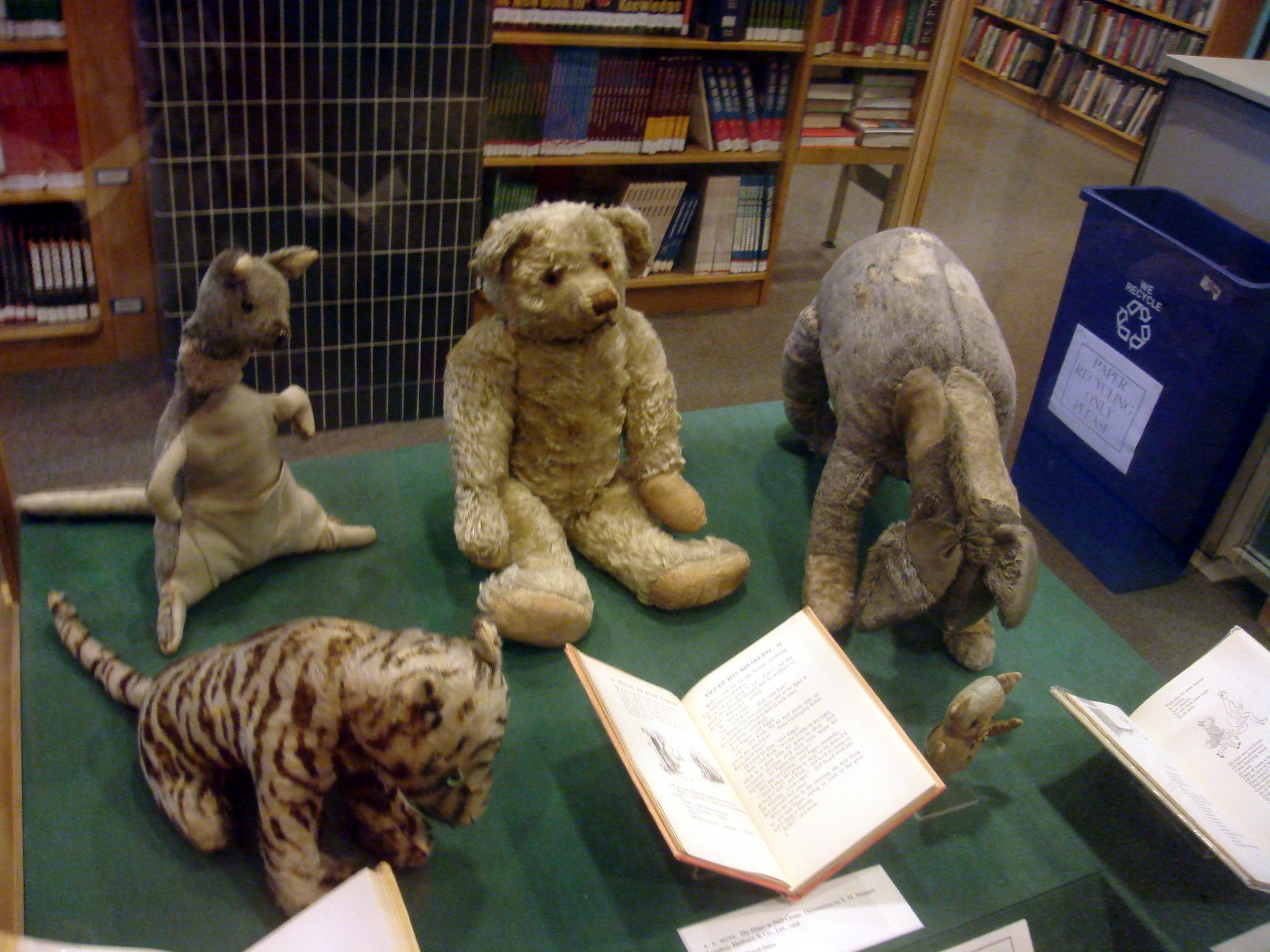
Brinquedos de pelúcia originais do Winnie the Pooh. Sentido horário de baixo para cima: Tigrão, Can, Urso Edward ("Winnie the Pooh"), Ió, e Leitão. Guru foi perdido há muito tempo; os outros personagens foram criados para as histórias.

Milne chamou a personagem de Winnie-the-Pooh por causa de um ursinho de pelúcia que era do seu filho, Christopher Robin Milne, que foi a base para o personagem Christopher Robin. Seus brinquedos também emprestaram seus nomes para a maioria dos personagens, exceto Corujão e Coelho, assim como o personagem Buster, que foi adicionado à versão da Disney. Os brinquedos de pelúcia de Christopher Robin estão agora expostos na Seção Principal da Biblioteca Pública de Nova Iorque.
Christopher Milne deu o nome ao seu urso de brinquedo por causa de Winnie "o urso de Winnipeg", um urso-negro que ele costumava ver no Zoológico de Londres, e "Pooh", um cisne que eles conheceram certa vez em um feriado. O filhote de urso foi comprado de um caçador por $20 pelo tenente canadense Harry Colebourn em White River, Canada, a caminho da Inglaterra durante a Primeira Guerra Mundial. Ele chamou o urso de "Winnie" por causa da sua cidade natal, Winnipeg. "Winnie" foi levado clandestinamente para a Inglaterra junto a seu dono, e foi considerado extraoficialmente mascote regimental do Fort Garry Horse. Colebourne deixou Winnie no Zoológico enquanto ele e sua unidade foram para a França; depois da guerra, o urso foi oficialmente doado ao zoológico, onde se tornou uma atração muito querida. Pooh o cisne aparece como um personagem à parte em When We Were Very Young.
No primeiro capítulo de Winnie-the-Pooh, Milne explica por que Winnie-the-Pooh é frequentemente chamado apenas como "Pooh":
"Mas seus braços eram tão desajeitados … ele ficaram esticados para cima no ar por mais de uma semana, e quando uma mosca veio e pousou em seu nariz ele teve que espirrar. E eu pensei — mas não tenho certeza — que isso foi o motivo pelo qual ele sempre é chamado de Pooh."

### Primeira publicação
Existem três requerentes, dependendo da questão apresentada. O urso de pelúcia de Christopher Robin, Edward, fez a estreia do seu personagem em um poema no livro infantil em versos de Milne When We Were Very Young (1924). Winnie-the-Pooh apareceu pela primeira vez pelo nome em 24 de dezembro de 1925, em uma história natalina licenciada e publicada pelo jornal de Londres The Evening News. Foi ilustrada por J. H. Dowd. A primeira coleção das histórias do Pooh apareceu no livro Winnie-the-Pooh. A história natalina do The Evening News reapareceu como o primeiro capítulo do livro, e bem no começo ela explicou que Pooh era de fato o Urso Edward de Christopher Robin, que foi simplesmente renomeado pelo menino. O livro foi publicado em outubro de 1926 pelo primeiro editor dos trabalhos infantis de Milne, Methuen, na Inglaterra, e E. P. Dutton nos Estados Unidos.

### Origem do nome
O nome completo de Pooh é Edward Pooh the Bear Sanders. O fato de seu primeiro nome ser Edward só é revelado nos primeiros livros escritos sobre ele. Sabe-se que seu sobrenome é Sanders porque está escrito "Sr. Sanders" na porta de sua casa.

## Stephen Slesinger
Em 6 de janeiro de 1930, Stephen Slesinger comprou a marca nos EUA e no Canadá, televisão, filmagem e outros direitos comerciais para os trabalhos "Winnie-the-Pooh" de Milne por um adiantamento de $ 1000 e 66% dos rendimentos de Slesinger, criando a indústria de licenciamento moderno. Em novembro de 1931, Pooh era um negócio de $ 50 milhões por ano. Slesinger registrou Pooh e seus amigos por mais de 30 anos, criando o primeiro boneco Pooh, disco, jogo de tabuleiro, quebra-cabeça, programa de rádio (NBC), animação, e filme. Em 1961, a Disney adquiriu os direitos de Slesinger para produzir artigos comerciais baseado nos personagens do seu filme de animação.

### Pooh de Camisa Vermelha
A primeira vez que Pooh e seus amigos apareceram em cores foi em 1932, quando ele foi desenhado por Slesinger em sua agora conhecida camisa vermelha e lançado em um disco da RCA Victor. Parker Brothers também lançou o Jogo do A. A. Milne's Winnie-the-Pooh em 1933, novamente com Pooh em sua camisa vermelha. Nos anos 1940s, Agnes Brush criou os primeiros bonecos de pelúcia com Pooh em sua camisa vermelha.

## Disney
Depois da morte de Slesinger em 1953, sua esposa, Shirley Slesinger Lasswell, continuou desenvolvendo o personagem por conta própria. Em 1961, ela concedeu os direitos a Companhia Walt Disney em troca de royalties no primeiro dos dois acordos entre Stephen Slesinger, Inc. e Disney. No mesmo ano, Daphne Milne também licenciou alguns direitos, incluindo direitos dos filmes, para a Disney.
Desde 1966, Disney lançou muitas produções animadas estrelando Winnie the Pooh e personagens relacionados. Estes incluíram filmes média-metragem, séries televisivas, e filmes para vídeo, bem como os filmes longa-metragem Tigrão O Filme, Leitão O Filme e O Efalante.
Em dezembro de 2005, a Disney anunciou a série do canal de televisão Disney Channel, My Friends Tigger & Pooh, sobre as aventuras da meninas de 6 anos Darby e os personagens do Pooh, com aparições ocasionais de Christopher Robin. O programa começou a ser exibido no  Disney Channel em 12 de maio de 2007.
A versão da Disney de Winnie the Pooh foi lançada no Cartoon All-Stars to the Rescue, nos jogos de vídeo game como Kingdom Hearts e na série de TV Casa do Mickey Mouse.
Pooh também aparece nos Parques e Resorts Walt Disney como um personagem infantil simpático e anfitrião.

## Disputa por rendimentos comerciais
Os vídeos do Pooh, seus ursos de pelúcia, e outras mercadorias geram substanciais  rendimentos anuais para a Disney. O tamanho dos brinquedos do Pooh variam de pequenos bichos de pelúcia e miniaturas a tamanhos de pessoas. Além do Pooh estilizado pela Disney,a  Disney comercializa mercadorias do Pooh clássico que se assemelha mais às ilustrações de E.H. Shepard. Estima-se que os filmes e as mercadorias de Winnie the Pooh geram tanto rendimento quanto os de Mickey, Minnie, Pato Donald, Pateta, e Pluto juntos.
Em 1991, Stephen Slesinger, Inc. moveu um processo contra a Disney no qual alegou que a Disney rompeu o acordo de 1983 quando mais uma vez falhou em relatar detalhadamente os rendimentos das vendas de Winnie the Pooh. Infringindo o acordo, a Disney teria retido aproximadamente 98% dos rendimentos brutos em todo o mundo enquanto os 2% restantes foram pagos a Slesinger. Além disso, o processo alegou que a Disney não pagou devidamente os royalties pelo uso comercial do nome do produto. Apesar da corporação Disney ter sido responsabilizada por um juiz pela destruição de quarenta caixas de provas documentais, o processo foi encerrado mais tarde por outro juiz quando foi descoberto que o investigador de Slesinger revistou o lixo da Disney a fim de recuperar a evidência descartada. Slesinger apelou contra o término, e em 26 setembro de 2007, um grupo de três juízes confirmou o fim do processo.
Depois da Extensão de Prazo de Direitos Autorais de Sonny Bono de 1998, Clare Milne, filha de Christopher Milne, tentou acabar com quaisquer direitos autorais norte-americanos para a Stephen Slesinger, Inc. Depois de uma série de audiências, a juíza Florence-Marie Cooper da Corte Distrital dos EUA para o Distrito Central da California decidiu em favor de Stephen Slesinger, Inc., a exemplo do que ocorreu na Corte dos EUA de Apelação para a Nona Região. Em 26 de junho de 2006, a Suprema Corte dos EUA recusou-se a julgar o caso, sustentando a decisão e assegurando o encerramento do processo.
Em 19 de fevereiro de 2007, a Disney perdeu um caso em Los Angeles que considerou que as suas "reivindicações de uso indevido" na disputa de acordos de licenciamento com a Slesinger, Inc. eram injustificadas, mas uma decisão federal de 28 de setembro de 2009, novamente da juíza Florence-Marie Cooper, determinou que a família Slesinger concedeu toda a marca registrada e os direitos autorais para a Disney, embora a Disney deva pagar os royalties por todo uso futuro dos personagens. Ambas as partes expressaram satisfação com o desfecho.

## Aparições

### Livros
Puff apareceu nos livros Winnie-the-Pooh (1926) e The House at Pooh Corner (1928), ambos escritos por Milne e ilustrados por E. H. Shepard. Os livros foram um imenso sucesso e acabaram sendo traduzidos para várias línguas, incluindo uma famosa adaptação em latim.

### Desenhos animados
Walt Disney gostou muito das histórias do Pooh e decidiu transformá-las em 3 curtas animados que mais tarde seriam postos juntos no filme clássico The Many Adventures of Winnie the Pooh. O personagem Roque-Roque foi acrescentado na versão da Disney. O filme foi um sucesso tão grande que foi lançada uma série animada e uma continuação lançada diretamente em vídeo.
Mais tarde, foi lançado outro filme nos cinemas intitulado The Tigger Movie, que girava em torno de Tigrão, e a partir daí uma enxurrada de novos filmes e séries animadas (incluindo a mais recente, My Friends Tigger & Pooh feita em computação gráfica). Novos personagens também foram criados e hoje o Ursinho Puff é uma das franquias mais populares e lucrativas da Disney, entretendo crianças e adultos e gerando uma enorme quantidade de marketing e produtos.

### Vídeos
(NOTA: Estes são episódios de The New Adventures of Winnie the Pooh)
- 2003: Cowboy Pooh
- 2003: Detective Tigger
- 2004: Pooh Party
- Fun 'N Games

Magical World of Winnie the Pooh
(NOTA: Estes são episódios de The New Adventures of Winnie the Pooh)
Filmes de longa-metragem
- 1977: The Many Adventures of Winnie the Pooh (trilogia de Honey Tree, Blustery Day, e Tigger Too!)
- 1997: A Maior Aventura do Ursinho Pooh: À Procura por Christopher Robin†
- 1999: Winnie the Pooh: Seasons of Giving*†
- 2000: Tigrão O Filme
- 2002: Ursinho Pooh: Um Ano Muito Feliz*†
- 2003: Leitão O Filme
- 2004: A Páscoa de Gurú*†
- 2005: Pooh e o Efalante
- 2005: O Halloween de Pooh e o Efalante*†
- 2011: Ursinho Puff
- 2012: "Winnie the Pooh e a Potezinho de Mel - Uma história de encantar"
- 2018: Christopher Robin - Um Reencontro Inesquecível (Live Action)

*Esses filmes integram histórias de The New Adventures of Winnie the Pooh e/ou especiais de feriado com diferente duração.
†Esses filmes foram feitos para vídeo.

### Shows de televisão
- Welcome to Pooh Corner (The Disney Channel, 1983–1986)
- The New Adventures of Winnie the Pooh (American Broadcasting Company, 1988–1991)
- The Book of Pooh (Disney Channel, 2001–2002)
- My Friends Tigger & Pooh (Disney Channel, 2007–present)

### Especiais para TV
- 1990: Cartoon All-Stars to the Rescue
- 1991: Winnie the Pooh and Christmas Too
- 1996: Boo! To You Too! Winnie the Pooh, incluído em "Pooh's Heffalump Halloween Movie"
- 1998: A Winnie the Pooh Thanksgiving, incluído em "Winnie the Pooh: Seasons of Giving"
- 1998: Winnie the Pooh: A Valentine For You, incluído em "The Book of Pooh: A Valentine for Eeyore"
- 2007: Pooh's Super Sleuth Christmas Movie

### Adaptação soviética
Na União Soviética, três Winnie-the-Pooh, ou histórias de "Vinni Pukh" (Em idioma russo: Винни-Пух) foram feitas como parte de uma celebrada trilogia de curtas de Sojusmultfilm (dirigida por Fedor Khitruk) de 1969 a 1972. Pooh foi dublado por Yevgeny Leonov, parecendo bem diferente tanto da encarnação em amarelo e vermelho da Disney como das ilustrações de Shepard. Ele era marrom em vez de amarelo, como é conhecido nos EUA.

### Videogames
- DDR Winnie the Pooh
- Kingdom Hearts
- Kingdom Hearts 2
- Piglet's Big Game
- Pooh & Tigger's Hunny Safari
- Ready To Read With Pooh
- Winnie the Pooh Adventures
- Winnie the Pooh in the Hundred Acre Wood
- Winnie the Pooh Kindergarten
- Winnie the Pooh Pre-School
- Winnie the Pooh's Party Games: In Search of the Treasure
- Winnie the Pooh's Rumbly Tumbly Adventure
- Winnie the Pooh: Tigger's Honey Hunt